# پینگا (بازیکن فوتبال)
آندره لوسیانو دا سیلوا بازیکن فوتبال اهل برزیل است 